# Coloso de San Carlo Borromeo
El Coloso de San Carlo Borromeo (en italiano: Colosso di San Carlo Borromeo, llamado il Sancarlone o, en el dialecto local al Sancarlòn) es una estatua de Italia de 35,10 m de altura, incluido el pedestal de granito, ubicada en Arona (Provincia de Novara), en la aldea de San Carlo, en el Sacro Monte di San Carlo. Es la estatua más alta del país, con 23,40 m.

## San Carlo

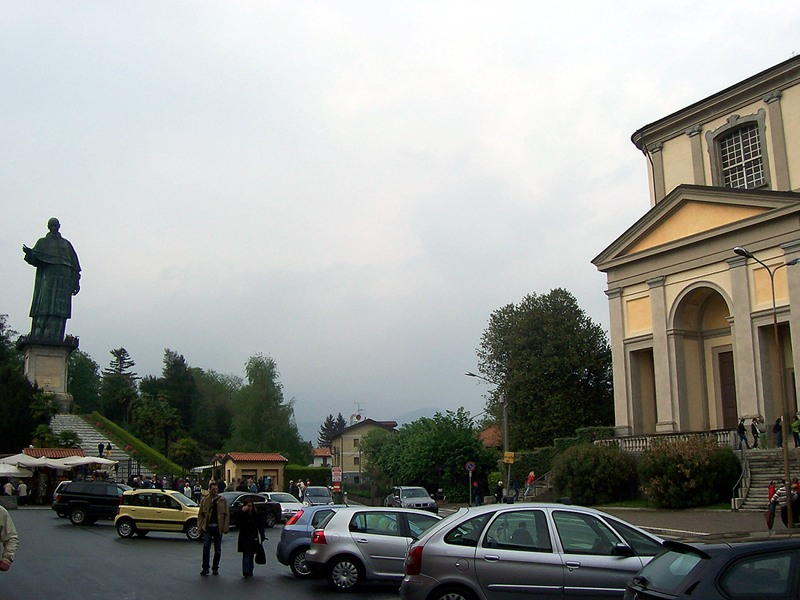
Arona: estatua del S. Carlone e iglesia de S. Carlo

Carlo Borromeo nació el 2 de octubre de 1538 en la  Rocca di Arona (más tarde parcialmente destruido por orden de Napoleón Bonaparte). Convertido en obispo y cardenal a los veintidós años, fue elegido  en 1565 arzobispo de Milán y se prodigó en la asistencia material y espiritual, especialmente con motivo de flagelos como el hambre y la peste.
Murió el 3 de noviembre de 1584 (habiendo expirado después de la puesta del sol, siguiendo el uso del tiempo, se considera el cuarto día), fue beatificado en 1602 y canonizado en 1610, solo 26 años después de su muerte.

## Construcción de la estatua

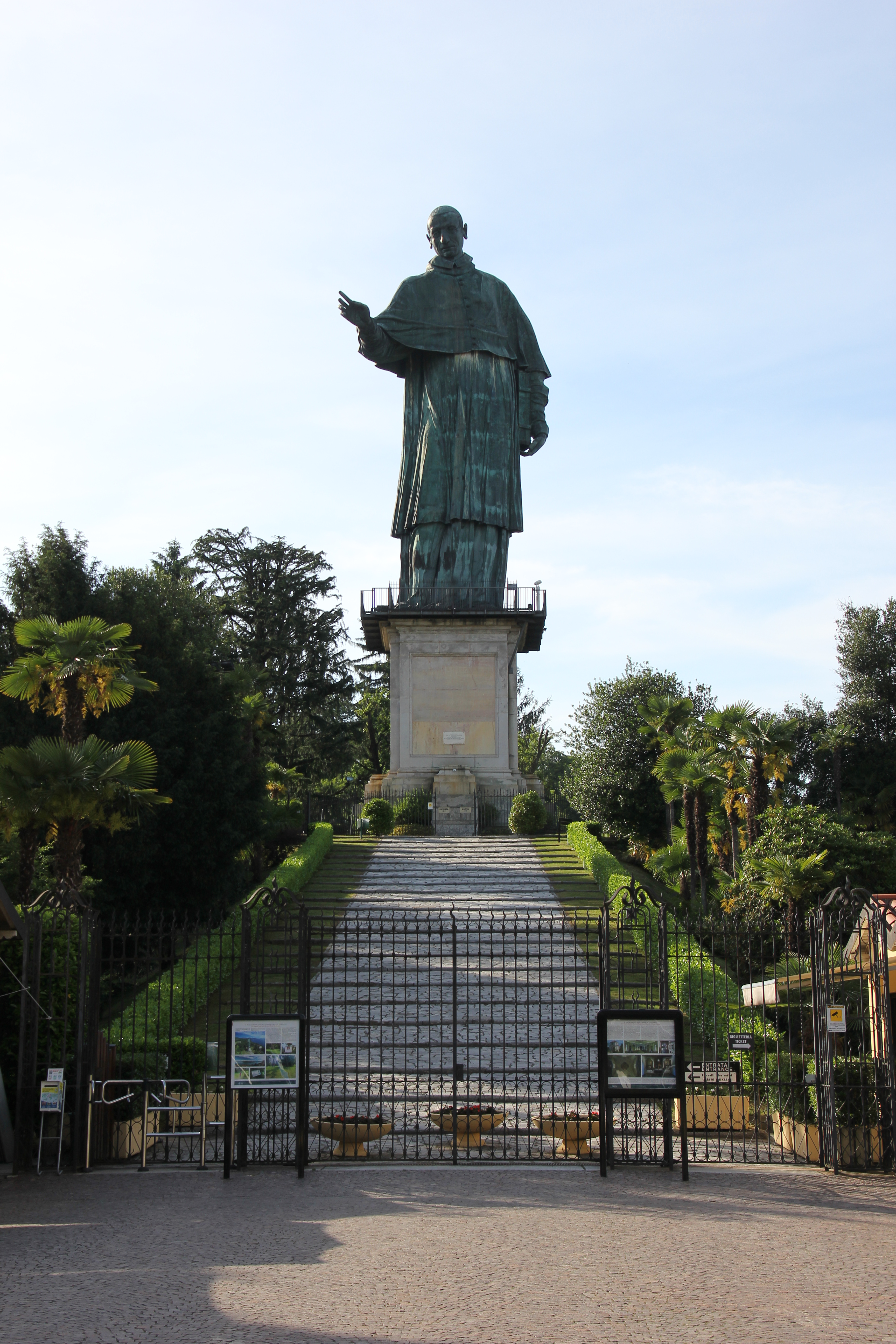
Acceso al monumento

A instancias de su primo Federico, arzobispo de Milán y su sucesor, en 1624 comenzaron  los trabajos para la construcción de un  Sacro Monte que celebrase su memoria.
Federico Borromeo, junto con el oblato Marco Aurelio Grattarola,  supervisor de las obras en el Sacro Monte, también quería construir una enorme estatua visible desde el lago Mayor.
El diseño fue de Giovanni Battista Crespi, llamado "il Cerano", y la estatua fue hecha con placas de cobre martilleadas y ensambladas con clavos y tirantes de hierro. Los escultores que lo hicieron fueron Siro Zanella de Pavía y Bernardo Falconi de Bissone.
Se representa a san Carlo en pie con un hábito sencillo, roquete y muceta, un libro en su mano izquierda y con su brazo derecho en el acto de impartir una bendición.
La obra se completó después de 74 años de trabajos en 1698 y el 19 de mayo del mismo año el cardenal Federico Caccia, entonces arzobispo de Milán, dio la solemne bendición al monumento.

## Características

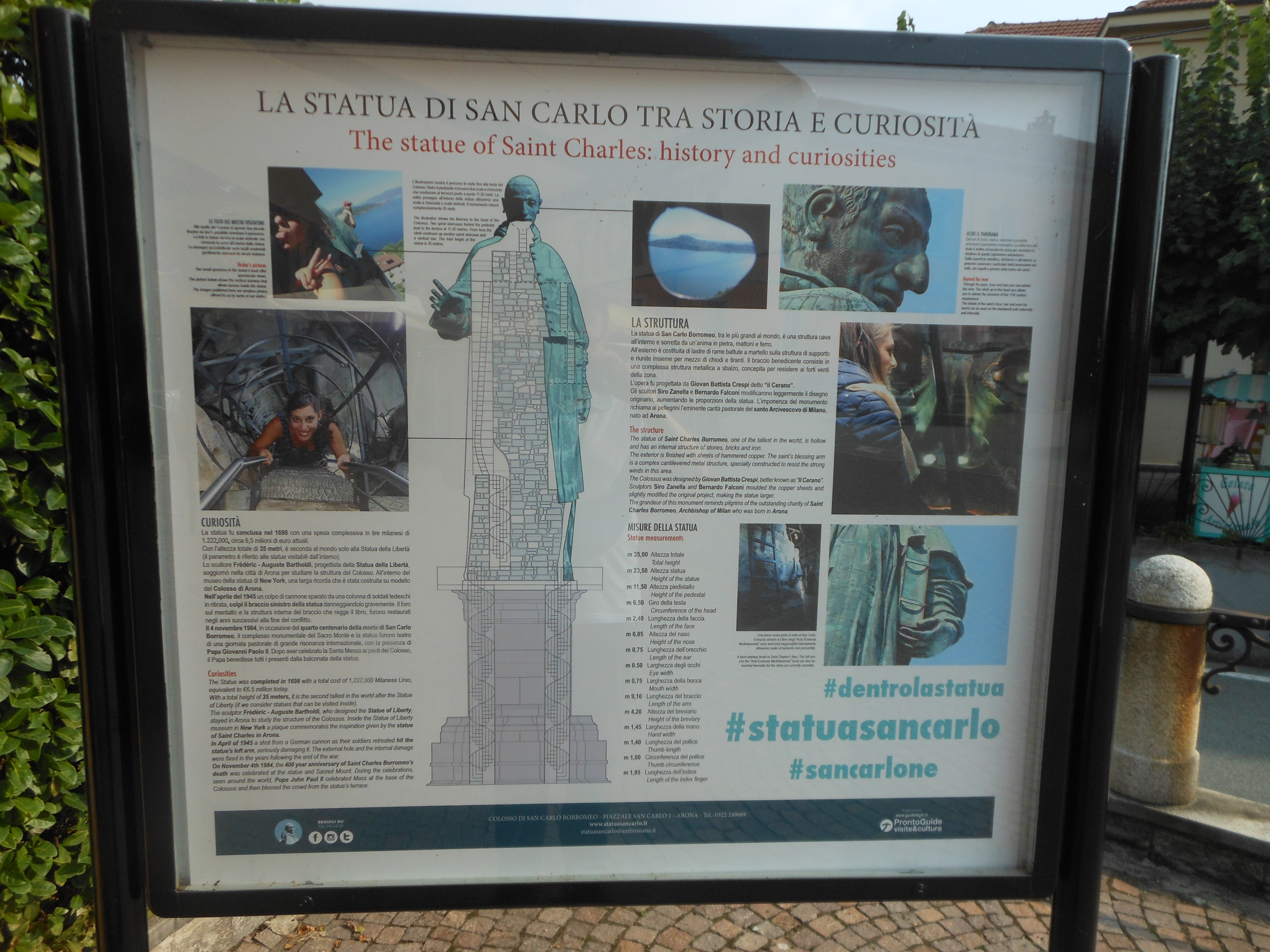
Cartel con la sección transversal del Coloso

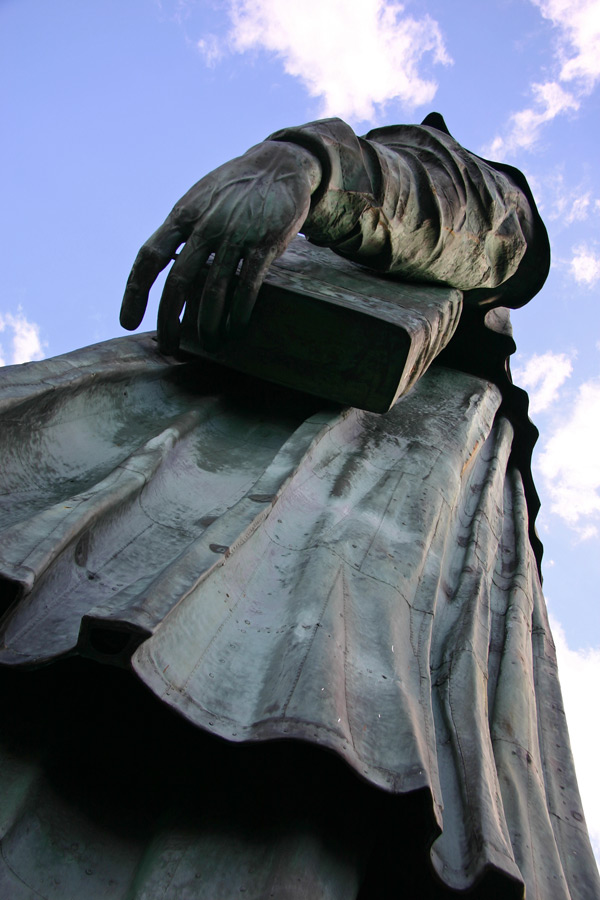
Detalle del hábito y del brazo izquierdo

El pedestal de granito tiene 11,70 m de altura, y la estatua mide 23,40 m. Con una altura total de 35,10 m (equivalente a un edificio de 10 pisos), el monumento, entre las estatuas cuyo interior se puede visitar, fue el más alto del mundo durante casi dos siglos, superado en 1886 por la Estatua de la Libertad, que mide, desde los pies hasta la punta de la antorcha, 46 m. Las dimensiones del Coloso se midieron con precisión durante la restauración completada en 1975 y dirigida por el ingeniero Carlo Ferrari Da Passano, director de la Veneranda Fabbrica del Duomo. La longitud del índice de la mano es de 1,95 m, el ancho de la mano es de 1,45 m y la longitud del pulgar es de 1,40 m. La altura del breviario es de 4,20 m.
La estructura portante interna consiste en una columna de bloques de piedra superpuestos provenientes de las canteras de Angera que se elevan hasta la altura de los hombros de la estatua y a la cual se ancla un marco de soporte de hierro con placas de cobre fijas que dan forma al coloso
La estatua está abierta al público y se accede a ella desde un repliegue del roquete, después de lo cual sale una primera escala que luego se inclina de inmediato, llegando a la cabeza de San Carlo, desde la cual a través de los orificios de los ojos y de las orejas es posible admirar el panorama.

## Curiosidad
Otra estatua de San Carlo, pero de pequeñas dimensiones, está ubicada en la orilla opuesta del lago y también se llama  "il Carlone":  a lo largo del camino que, desde Due Cossani, una aldea de Dumenza, conduce a Curiglia.
En "Sotto la sua mano" ("Bajo la mano"), el escritor luinés Piero Chiara imaginó, con un vuelo de fantasía, que parte del material necesario para la realización de la estatua (y, para ser más precisos, el necesario para la realización de la cabeza) vino, para manipulaciones y transformaciones sucesivas (la última, la que la convirtió en la artillería napoleónica), de la fusión del miembro viril del Coloso de Rodas, un tiempo destinado (solo el miembro, naturalmente) a embellecer el jardín de una antigua casa patricia romana.
El brazo derecho bendeciente de la estatua es en realidad una compleja estructura metálica de tipo semielástica: fue por ello diseñada para resistir los fuertes vientos que a menudo golpean el área en la mala temporada.
El escultor Frédéric Auguste Bartholdi se quedó en la ciudad de Arona para estudiar la estructura del coloso para su proyecto de la Estatua de la Libertad.

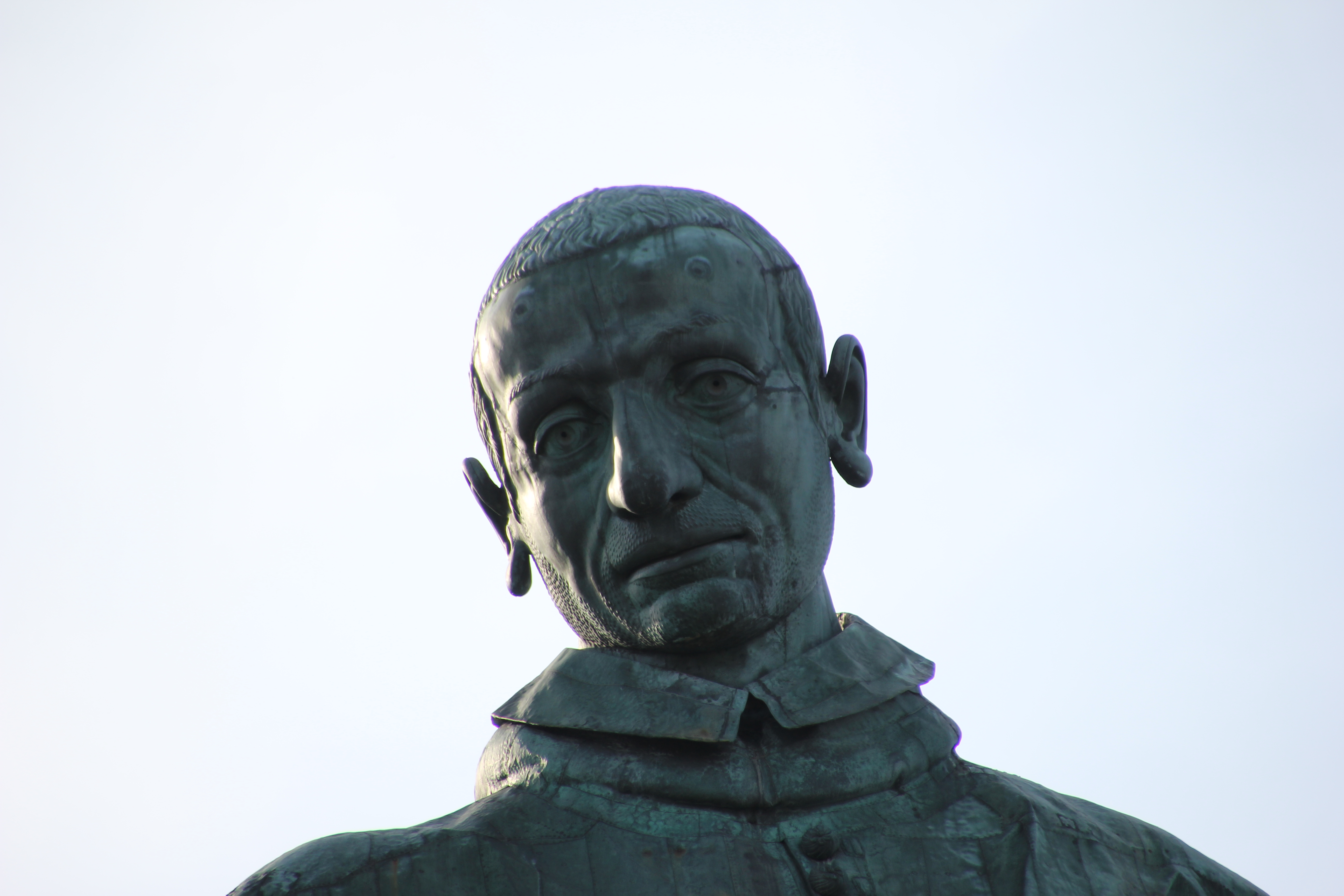
Detalle de la cabeza
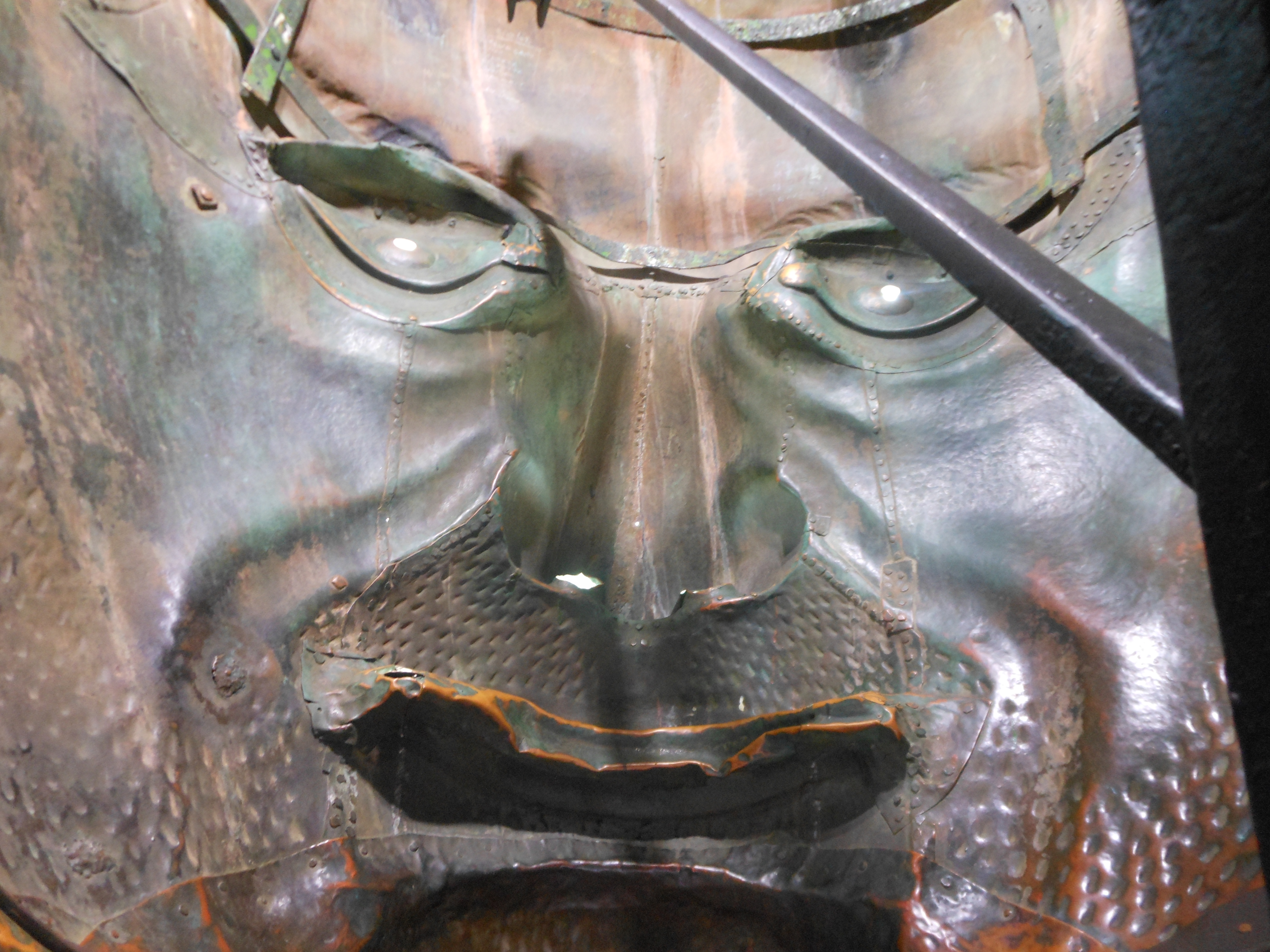
Detalle del rostro desde el interior
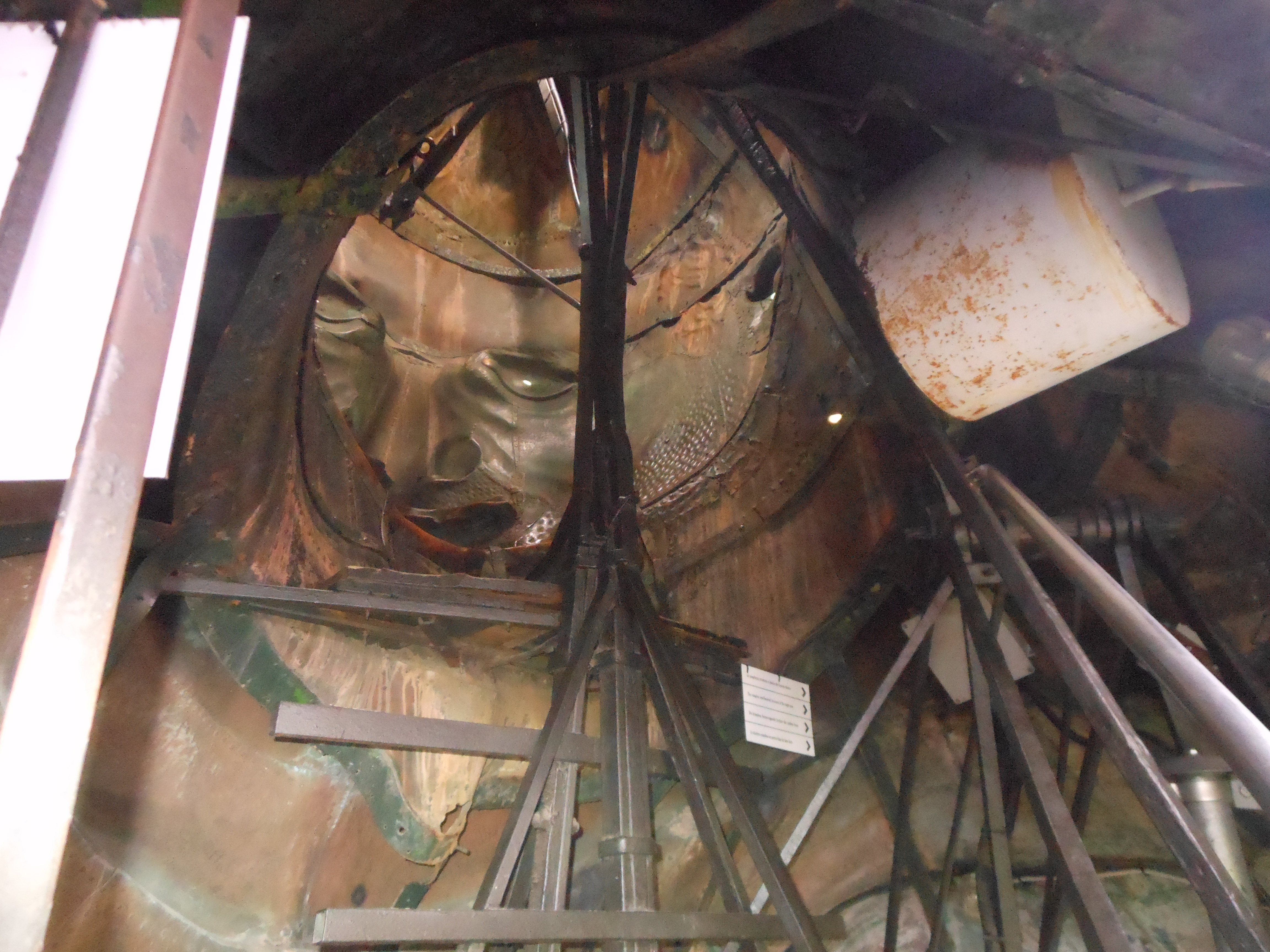
Interior del Coloso
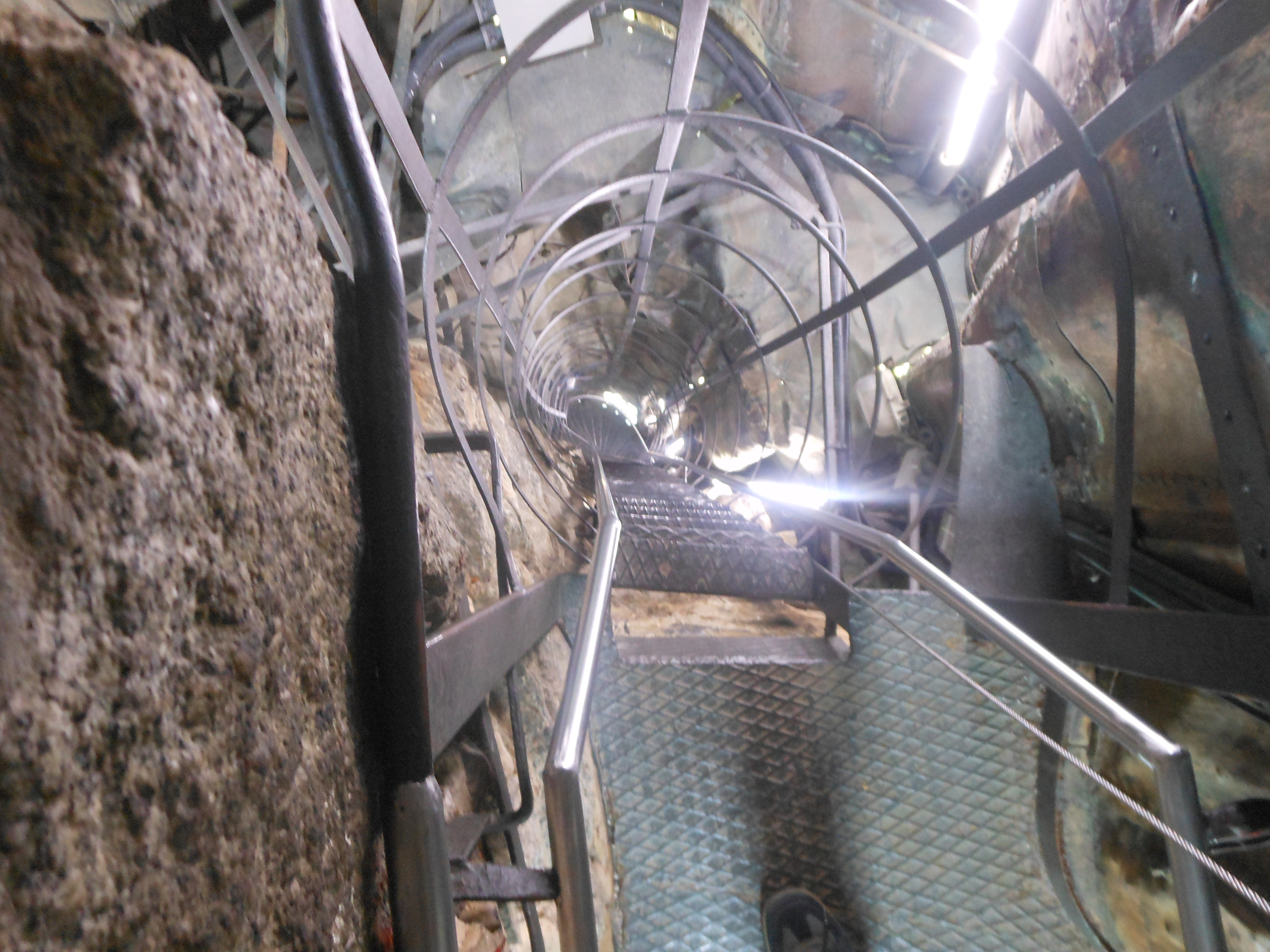
Ultimo tramo de la escala vertical para la salida al Coloso